# 세인트 메리르보

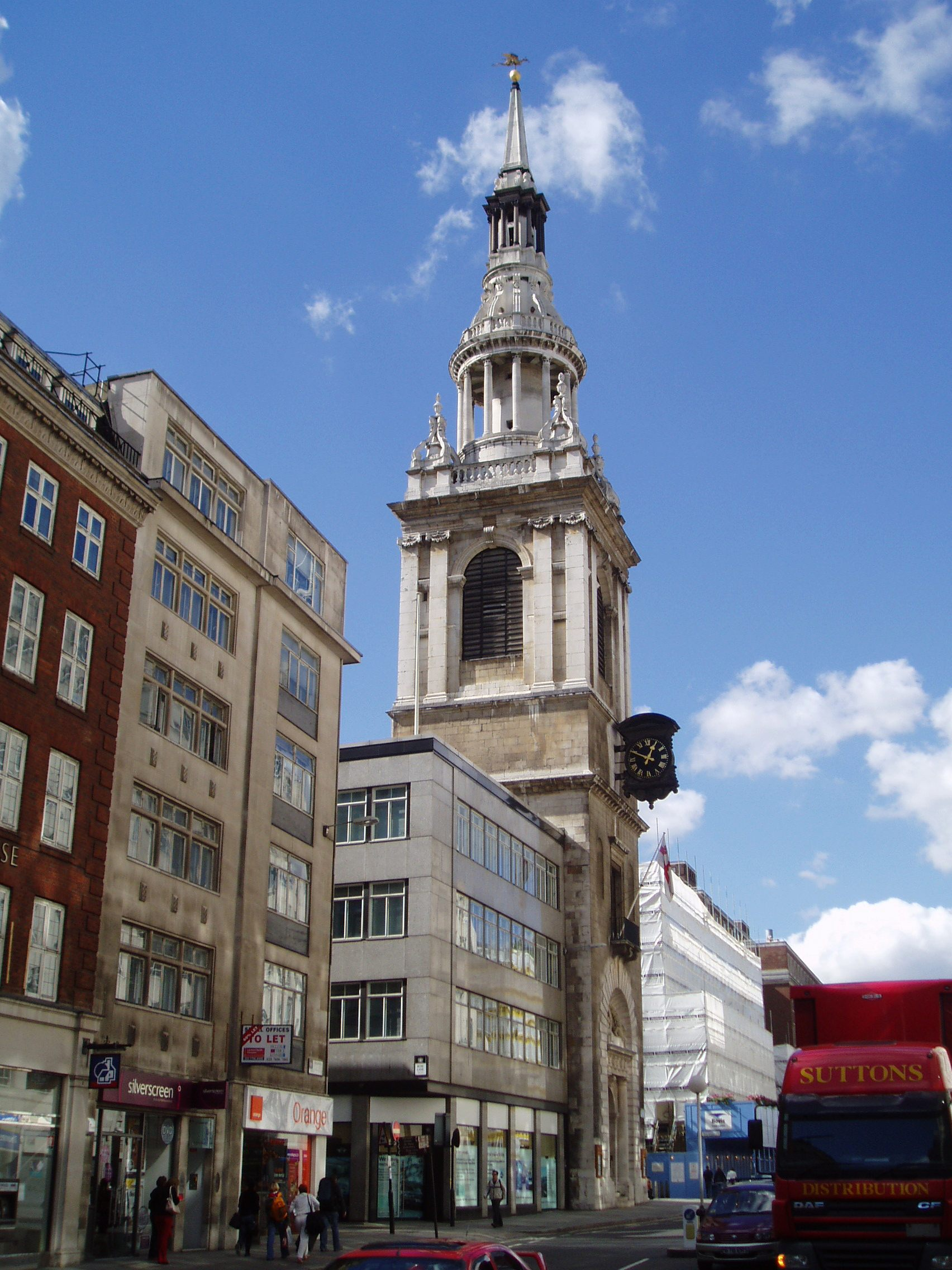
세인트 메리르보

세인트 메리르보(영어: St Mary-le-Bow)는 잉글랜드 런던의 교회이다.